# Noordwijk (Groningen)
Noordwijk – wieś w Holandii, w prowincji Groningen, w gminie De Marne.